# Irina Wiktorowna Lobatschowa
Irina Wiktorowna Lobatschowa (russisch Ирина Викторовна Лобачёва; * 18. Februar 1973 in Moskau) ist eine ehemalige russische Eistänzerin.
Lobatschowa begann im Jahr 1979 mit dem Eiskunstlaufen. Ihr erster Partner im Eistanzen war Alexei Pospelow, während dieser Zeit verliebte sie sich jedoch in den Eistänzer Ilja Awerbuch, der aber noch mit Marina Anissina startete. 
Im Jahr 1992 trennten sich Lobatschowa/Awerbuch von ihren bisherigen Eistanzpartnern und liefen fortan gemeinsam. Am 10. März 1995 heirateten Lobatschwewa und Awerbuch, ihr Sohn Martin kam 2004 zur Welt. Anfang November 2007 ließ sich das Paar scheiden.
Ihre größten Erfolge waren der Gewinn der Silbermedaille bei den Olympischen Spielen 2002 und der Gewinn der Weltmeisterschaft im selben Jahr. Sie trainierten bei Natalja Linitschuk und Gennadi Karponossow. Lobatschowa startete für Eshusm Moskvich.
Seit dem Ende ihrer Eistanzkarriere betreibt Lobatschowa einen Fitness Club. 

## Ergebnisse

### Eistanz
(mit Ilja Awerbuch)
| Wettbewerb / Jahr         | 1994 | 1995 | 1996 | 1997 | 1998 | 1999 | 2000 | 2001 | 2002 | 2003 |
| ------------------------- | ---- | ---- | ---- | ---- | ---- | ---- | ---- | ---- | ---- | ---- |
| Olympische Winterspiele   |      |      |      |      | 5.   |      |      |      | 2.   |      |
| Weltmeisterschaften       | 13.  | 15.  | 6.   | 7.   | 4.   | 4.   | 4.   | 3.   | 1.   | 2.   |
| Europameisterschaften     |      | 9.   | 5.   | 5.   | 4.   | 3.   | 4.   | 3.   | 3.   | 1.   |
| Russische Meisterschaften | 2.   | 3.   | 3.   | 1.   | 2.   | 2.   | 1.   | 1.   | 1.   |      |